# Adela di Hamaland
Adela di Hamaland (955 circa – Colonia, tra il 1021 e il 1028) fu contessa di Drenthe.
Definita «una Lady MacBeth dell'undicesimo secolo», ella compare nelle fonti, come la Cronaca di Tietmaro (in cui l'autore lancia un vero e proprio anatema su di lei) e gli Annali di Quedlinburg, in modo molto dispregiativo, avendo fatto uccidere, assieme al suo secondo marito Balderico, un suo stesso figlio, Teodorico, e successivamente fece uccidere, sempre con il secondo marito, Wichmann III.

## Biografia
Adela di Hamaland era la figlia minore del conte Wichmann di Hamaland e di Luitgarda. Suo padre fondò l'abbazia di Elten, la cui prima badessa fu sua sorella maggiore Luitgarda. Dopo la morte di suo padre, intorno al 973, pretese la restituzione di una parte delle proprietà donate, poiché la donazione era stata fatta senza il suo consenso in qualità di erede. Nel fare ciò, ella invocò la Lex Saxonum. Tra le due sorelle si sviluppò una feroce disputa. Ottone II cercò di mediare, ma non poté impedire l'escalation della disputa. Luitgarda fece bruciare il castello di sua sorella mentre questa era altrove. Questa morì di avvelenamento poco tempo dopo e si sospettò che Adela fosse la mandante. Il conflitto continuò anche dopo che Ottone III redasse il diploma dell'8 dicembre 996 grazie al quale il monastero rimase in vita, ma Adela ricevette indietro parte della sua eredità. Non soddisfatta, lei e il secondo marito portarono avanti la disputa fino a quando nel 1002 Enrico II non ordinò di cessare questa disputa.
Adela si sposò due volte. Il primo matrimonio fu con l'Immedingio e conte Immed IV. Da questa unione nacquero cinque figli, tra cui Emma di Lesum e Meinwerk, che in seguito divenne il vescovo di Paderborn. Il secondo matrimonio fu invece con Balderico di Drenthe, con il quale fondò l'abbazia di Zyfflich. Il potere e l'avidità della coppia portarono a protratti conflitti territoriali ad Hamaland anche dopo la fine della disputa sull'eredità. Adela sembra che fu coinvolta nell'omicidio di suo figlio Teodorico nel 1014. Nel 1016, la coppia fece assassinare il conte Wichmann di Vreden della stirpe dei Billunghi per prendere possesso dei suoi possedimenti. I suoi parenti assediarono e distrussero il castello di Upladen. Balderico fu in grado di fuggire all'inizio, ma fu catturato per un breve periodo nel 1017. L'anno successivo fu condannato per l'assassino di Wichmann e perse tutti i titoli e le terre. Dopo la distruzione del castello di Upladen, Adela fuggì a Colonia, dove morì pochi anni dopo.
Il suo corpo fu sepolto nella cattedrale. Secondo la leggenda, fu poi dissotterrata e gettata nel Reno per scongiurare una tempesta minacciosa presumibilmente causata da Adela. Ma, a seguito del gesto, per molti giorni il fiume cominciò a rimbombare e a gorgogliare, come se volesse protestare contro la profanazione imposta alle sue acque pure.